# Fantasia op. 49 (Chopin)
La Fantasia op. 49, en fa menor, és una obra d'un sol moviment per a piano, composta el 1841 per Frédéric Chopin a París, quan tenia 31 anys, i publicada per l'editorial Schlesinger el mateix any. A partir de les cartes de Chopin se sap que ell va posar el nom de "fantasia" per mostrar algun tipus de llibertat de les regles i donar una expressió romàntica. Chopin va continuar la tradició d'un moviment autònom en la seva Fantasia. Aquesta obra és un dels més llargues de Chopin; dura uns 11-12 minuts. Només la Polonesa-Fantasia, les sonates i els concerts per a piano són més llargs.

## Anàlisi musical
Aquesta obra pertany a la forma fantasia, una composició lliure en l'estructura i la inspiració. Conté les següents indicacions:
- Tempo di marcia
- Agitato
- Stretto
- Lento sostenuto
- Tempo primo
- Adagio sostenuto
- Assaï allegro

L'obra comença amb una seqüència en fa menor, que inicia una secció d'una certa extensió, fosca i solemne, com una marxa fúnebre (tempo di marcia). Es tracta d'un homenatge als morts en la revolta polonesa del 1830. El material d'aquesta part no reapareix al llarg de la peça; és un motiu musical format per una escala descendent de quatre notes que constitueix una mena de fil conductor de l'obra. Aquesta primera secció està força consolidada en la tonalitat de fa menor i la seva regularitat rítmica li proporciona un contrast respecte del que segueix a continuació.
La següent secció és tremendament impredictible i "lliure", amb un aire d'improvisació, que es mou ràpidament a través d'àrees tonals temporals creant una sensació de misteri i d'inestabilitat. Aquesta secció, amb la indicació de agitato, està en la bemoll major. Conté una part central a manera de coral, d'una gran efusió lírica.
L'obra finalitza amb una secció que podria considerar-se una marxa triomfal, de l'esperança que les tropes poloneses arribessin a triomfar sobre l'exèrcit rus d'ocupació. Enmig d'aquestes seccions apareixen seqüències de transició que enriqueixen el teixit pianístic. És una obra enlluernadora, amb passatges en octaves d'extraordinària dificultat. Una de les obres més creatives de l'autor.